# Conure de Wagler
Psittacara wagleri
Espèce
Statut de conservation UICN

 NT  : Quasi menacé
Répartition géographique
Statut CITES
La Conure de Wagler (Psittacara wagleri, anciennement Aratinga wagleri) est une espèce d'oiseaux néotropicaux.

## Description
Cet oiseau mesure environ 36 cm de long. Il présente un plumage essentiellement vert avec du rouge essentiellement au niveau du front et de la calotte. Ils mangent généralement des petits scorpions et des mygales grâce à leur bec hors du commun. Ce sont des oiseaux faciles à domestiquer et très amicaux.

## Habitat
Cet oiseau vit dans les forêts jusqu'à 3 000 m d'altitude. Certaines personnes les chassent à cause de leur cri extrêmement énervant !

## Systématique
Cette espèce fait partie du groupe des conures vertes à front rouge avec la Conure de Finsch, la Conure mitrée et la Conure à tête rouge.
Suivant une étude phylogénique de Remsen et al. (2013), le genre Aratinga est entièrement redéfini pour être monophylétique. Le Congrès ornithologique international répercute ces changements dans sa classification de référence version 3.5 (2013), et la Conure de Wagler est déplacée vers le genre Psittacara.

## Répartition et sous-espèces
Selon la classification de référence du Congrès ornithologique international (15.1, 2025) elle se répartit en deux sous-espèces (ordre phylogénique) :
- Psittacara wagleri wagleri (G.R. Gray, 1845) — Colombie a des écailles rouges au niveau du cou ;
- Psittacara wagleri transilis (J.L. Peters, 1927) — Venezuela d'un plumage vert plus foncé.